# Is It Love (Twenty 4 Seven)
Is It Love is een nummer van de Nederlandse Eurodanceact Twenty 4 Seven,  uitgebracht in november 1993, als tweede single van hun tweede studioalbum, Slave To The Music (1993). Het nummer is geschreven door Ruud van Rijen en Stay-C en scoorde succes in de hitlijsten in Europa. Het refrein wordt gezongen door Nance Coolen terwijl de rappartijen worden uitgevoerd door Stay-C.

## Achtergrond
Is It Love stond 13 weken in de Nederlandse Top 40 met als hoogste notering, plaats 7. In Vlaamse Radio 2 Top 30 behaalde de single plaats 8. Het nummer piekte op plaats 11 in de Eurochart Hot 100 Singles, maar kwam niet in de Britse UK Singles Chart. Het behaalde een gouden plaat in Duitsland, met een verkoop van 250.000 singles.
De gedeeltelijk zwart-wit videoclip voor "Is It Love" werd in december 1993 uitgebracht door Garcia Media Production. Het werd gefilmd door Fernando Garcia en Steve Walker en gefilmd in België en Nederland.